# (1224) Fantasia
(1224) Fantasia es un asteroide perteneciente al cinturón de asteroides descubierto el 29 de agosto de 1927 por Serguéi Ivánovich Beliavski y Nikolái Ivánov desde el observatorio de Simeiz en Crimea.
Está nombrado por la palabra latina que significa fantasía.